# Militair Dienstkruis (Mecklenburg-Schwerin)
Het Militair Dienstkruis voor Onderofficieren en Manschappen (Duits: Militär-Dienstkreuz für .. Dienstjahre der Unteroffiziere und Manschaften) was een onderscheiding van het groothertogdom Mecklenburg-Schwerin. De onderscheiding die op 30 april 1841 door groothertog Paul Frederik van Mecklenburg-Schwerin werd ingesteld is even oud als de vergelijkbare onderscheiding voor de officieren in het Mecklenburgse leger; het gouden Offiziersdienskruis dat tot 1872 bestond. Ook de vorm van beide onderscheidingen was min of meer gelijk.
Na de val van de Mecklenburgse monarchie in november 1918 hielden de ridderorden van de twee groothertogdommen op te bestaan. Toch moesten er ook daarna nog militaire jubilea worden herdacht in wat restte van de regimenten. Daarom werden de Militaire Dienstkruisen Ie en IIe Klasse nog tot 1924 gebruikt.

## Het kruis
Waar de officieren een gouden kruis, een verguld zilveren kruis of een verguld bronzen kruis ontvingen waren de kruisen van de onderofficieren en manschappen van zilver en goud, zilver, koper en zilver, koper en goud of brons en verguld koper.
Kruis en medaillon werden afzonderlijk gemaakt en later samengevoegd. De ring en het oog werden gesoldeerd. Een kruis is 35 millimeter breed en hoog en weegt in de massief zilveren uitvoering 13 gram.
Het aantal dienstjaren werd in Romeinse cijfers op de keerzijde van het medaillon vermeld. Op de voorzijde stond het gekroonde monogram "FP". Er zijn alleen kruisen bekend met het monogram van de stichter. Deze vorst overleed op 7 maart 1842, minder dan een jaar na de instelling van het Militair Dienstkruis. Alle opvolgers van Paul Frederik, Frederik Frans II, Frederik Frans III, en Frederik Frans IV gebruikten het monogram van hun voorganger.
Hetzelfde purperrode lint met de groen met gele biesen werd ook voor het Officiersdienstkruis en de achtergrond onder de gesp van de Dienstonderscheiding voor de Landweer gebruikt.

### De periode van 1841 tot 1868
- Het Militair Dienstkruis voor 25 Dienstjaren voor Onderofficieren en Manschappen (Een zilveren kruis met gouden medaillon)
- Het Militair Dienstkruis voor 20 Dienstjaren voor Onderofficieren en Manschappen (Een zilveren kruis met zilveren medaillon)
- Het Militair Dienstkruis voor 15 Dienstjaren voor Onderofficieren en Manschappen (Een koperen kruis met zilveren medaillon)
- Het Militair Dienstkruis voor 10 Dienstjaren voor Onderofficieren en Manschappen (Een koperen kruis uit één stuk)

### De periode van 1868 tot 1913
De onderscheiding voor langdurige dienst werd in 1868 hervormd en vereenvoudigd. De groothertog besloot op 12 november 1868 dat het kruis meer in de pas met het Pruisische decoratiebeleid moest lopen. De naam werd gewijzigd in "Militair Dienstkruis Ie, IIe of IIIe Klasse" (Duits: Militär-Dienstkreuz) en de kruisen werden nu van een goedkoper materiaal gemaakt.
- Het Militair Dienstkruis Ie Klasse voor 21 Dienstjaren voor Onderofficieren en Manschappen (Een koperen kruis met gouden medaillon)
- Het Militair Dienstkruis IIe Klasse voor 15 Dienstjaren voor Onderofficieren en Manschappen (Een koperen kruis met zilveren medaillon)
- Het Militair Dienstkruis IIIe Klasse voor 21 Dienstjaren voor Onderofficieren en Manschappen (Een koperen kruis met zilveren medaillon)

### De periode van 1913 tot 1924
De onderscheiding voor langdurige dienst werd in 1913 opnieuw hervormd en verder vereenvoudigd. De naam werd gewijzigd in "Militair Dienstkruis Ie of IIe Klasse" (Duits: Militär-Dienstkreuz) en de kruisen werden nu van een goedkoper materiaal gemaakt.
- Het Militaire Dienstkruis Ie Klasse voor 15 Dienstjaren voor Onderofficieren en Manschappen (Een koperen kruis met gouden of verguld koperen medaillon)
- Het Militaire Dienstkruis IIe Klasse voor 12 Dienstjaren voor Onderofficieren en Manschappen (Een koperen kruis met zilveren medaillon)

## De legereenheden
Militairen die in de zes Mecklenburgse regimenten dienden kwamen voor het Militair Dienstkruis in aanmerking.
In het Duitse Keizerrijk werden de regimenten uit de kleinere staten die het Rijk vormden als deel van het Pruisische leger georganiseerd en zij vielen ook direct in de commandostructuur van het Pruisische leger. De Duitse keizer was hun opperbevelhebber en Oberster Kriegsherr.
Dat was in de Militaire Conventies van 1868 en 1872 zo geregeld. De groothertogen van Mecklenburg-Schwerin en Mecklenburg-Strelitz deden afstand van hun recht om officieren te benoemen, te bevorderen of te ontslaan. Alleen de legers van de koning van Beieren waren meer autonoom al waren ook zij deel van hetzelfde militaire apparaat. De regimenten van de Mecklenburgse groothertogen kregen een dubbele aanduiding en werden ingedeeld in de 17e Divisie. Tussen het groothertogdom Mecklenburg-Schwerin en het veel kleinere groothertogdom Mecklenburg-Strelitz werd geen verschil meer gemaakt. De onderdanen van Mecklenburg-Strelitz kregen hun Militaire Dienstkruis met op de voorzijde van het kruis het gekroonde monogram van hùn Groothertog. Zie daarvoor Militair Dienstkruis (Mecklenburg-Strelitz).
In al deze regimenten werden de Mecklenburgse kruisen voor langdurige dienst uitgereikt. De officieren hadden bij jubilea recht op Pruisische kruisen maar zij mochten ook op een decoratie, voor hen was dat een ridderorde, uit Berlijn, Neustrelitz of Schwerin rekenen. In het Duitse leger werden alle verdienstelijke officieren min of meer automatisch van tijd tot tijd gedecoreerd. Deze praktijk en de grote waarde die de Duitsers aan hun onderscheidingen hechtten zorgden ervoor dat de I9e eeuw in Duitsland een bloeiperiode van de onderscheidingen en orden was.

### De Mecklenburgse regimenten
Mecklenburg leverde de volgende regimenten:
- De 34e Großherzoglich Mecklenburgische Infanteriebrigade des Deutschen Heeres.
- Het Großherzoglich Mecklenburgisches (Garde)Grenadier-Regiment Nr. 89 in Schwerin und Neustrelitz. Zij waren de gardisten die de residenties in Mecklenburg-Schwerin en Mecklenburg-Strelitz bewaakten. Deze militairen droegen als enige Duitse soldaten berenmutsen, een herinnering aan de nauwe familiebanden van de groothertogen met het Britse koningshuis.
- Het Großherzoglich Mecklenburgisches Füsilier-Regiment „Kaiser Wilhelm“ Nr. 90" in Rostock en Wismar.
- Het Großherzoglich Mecklenburgische Jägerbataillon Nr. 14 in Colmar aan de Franse grens.

De 17e Großherzoglich Mecklenburgische Kavalleriebrigade des Deutschen Heeres.
Het 1e Großherzoglich Mecklenburgisches Dragoner-Regiment Nr. 17 in Ludwigslust.
Het 2e Großherzoglich Mecklenburgisches Dragoner-Regiment Nr. 18 in Parchim.
De 17e Feldartillerie-Brigade des Deutschen Heeres.
- Het Großherzoglich Mecklenburgisches Feldartillerie-Regiment Nr. 60 in Schwerin.
- Het Holsteinisches Feldartillerie-Regiment Nr. 24 in Güstrow en Neustrelitz.

Van 1559 tot 1894 bewaakten Mecklenburgse troepen de Vesting Dömitz.